# (6267) Rozhen
(6267) Rozhen est un astéroïde de la ceinture principale.

## Description
(6267) Rozhen est un astéroïde de la ceinture principale. Il fut découvert le 20 septembre 1987 à Smolyan par Eric Walter Elst. Il présente une orbite caractérisée par un demi-grand axe de 2,16 UA, une excentricité de 0,09 et une inclinaison de 2,1° par rapport à l'écliptique.

## Compléments